# Tebanga Village (Abemama)
Tebanga (auch: Tebana) ist ein Ort im Südosten des Abemama-Atolls in den zum Inselstaat Kiribati gehörenden Gilbertinseln im Pazifischen Ozean. 2020 hatte der Ort 214 Einwohner.

## Geographie
Tebanga befindet sich auf der langgestreckten Hauptinsel des Atolls Abemama, die dessen östlichen Riffsaum bildet. Der Ort liegt zwischen Bangotantekabaia im Norden und Manoku im Süden.

## Klima
Das Klima ist tropisch heiß, wird jedoch von ständig wehenden Winden gemäßigt. Ebenso wie die anderen Orte des Abemama-Atolls wird Tebanga gelegentlich von Zyklonen heimgesucht.